# Carthage (Maine)
Carthage es un pueblo ubicado en el condado de Franklin en el estado estadounidense de Maine. En el Censo de 2010 tenía una población de 560 habitantes y una densidad poblacional de 6,46 personas por km².

## Geografía
Carthage se encuentra ubicado en las coordenadas 44°37′6″N 70°25′14″O / 44.61833, -70.42056. Según la Oficina del Censo de los Estados Unidos, Carthage tiene una superficie total de 86.67 km², de la cual 86.33 km² corresponden a tierra firme y (0.39%) 0.34 km² es agua.

## Demografía
Según el censo de 2010, había 560 personas residiendo en Carthage. La densidad de población era de 6,46 hab./km². De los 560 habitantes, Carthage estaba compuesto por el 97.14% blancos, el 0% eran afroamericanos, el 0% eran amerindios, el 0.36% eran asiáticos, el 0% eran isleños del Pacífico, el 0% eran de otras razas y el 2.5% pertenecían a dos o más razas. Del total de la población el 3.39% eran hispanos o latinos de cualquier raza.